# Оливар де Кинтос (станция метро)
«Оливар де Кинтос» (исп. Olivar de Quintos) — конечная станция линии 1 метрополитена Севильи, также является концом муниципального района «Dos Hermanas» находящегося внутри одноимённого квартала.
Эта станция имеет крытый вестибюль и центральную платформу на поверхности.
На станции имеются автоматы по продаже билетов, система эвакуации в случае непредвиденных обстоятельств, а также платформенные раздвижные двери для предотвращения случайного падения на платформу.
Станция имеет типологию и пространственное расположение аналогично «Город сервис», другой конечной станции этой же линии.
Станция была открыта 23 ноября 2009 года в 13:00 после завершения в течение двух месяцев испытаний по безопасности. Испытания проводились между станциями «Европа» и «Оливар де Кинтос».
1. ↑  Diario de Sevilla — Las estaciones de Montequinto, Europa y Olivar de Quintos se. Дата обращения: 18 июня 2010. Архивировано 20 апреля 2012 года.